# 中鉄北部バス
中鉄北部バス株式会社（ちゅうてつほくぶバス）は、中鉄バスの子会社で、岡山県津山市を中心に路線を広げているバス事業者である。

## 概要
2008年11月1日に中鉄バスから同社津山営業所の分離譲渡を受け、同日から中鉄バスから同営業所が担当する全路線の運行を引き継いで営業を開始した。車両・営業所の土地や建物は親会社が貸与し、管理部門の業務は新会社へは設置を行わず、親会社が担当する。先に分社化された中鉄美作バス・総社バス（中鉄総社バス）とは異なり、同営業所が親会社からの分社後もサービスを維持させるため、岡山県共通バスカード（中鉄バス発行分/2008年9月30日販売終了）・中鉄バス専用バスカードが使用可能。
親会社の中鉄バスでは2021年12月31日をもってバスカードの利用を終了したが、中鉄北部バスでは引き続き利用可能。スルッとKANSAI協議会に加盟しているがHareca・PiTaPaは導入していない。

## 沿革
- 2008年
  - 5月2日 - 設立。
  - 10月20日 - 中国運輸局より、中鉄バスから中鉄北部バスへの分離譲渡（譲渡譲受）の認可を受ける。
  - 11月1日 - 中鉄バスから津山営業所が運行する全路線の運行を引き継ぐ。
  - 12月20日 - 高速バス「湯原温泉・勝山・落合 - 大阪線」を廃止。
- 2009年
  - 9月30日 - 高速バス「蒜山高原・湯原温泉・勝山・落合 - 岡山線の勝山 - 岡山（天満屋バスセンター）間を除く、真庭市・新庄村内の全ての一般路線からこの日を最終運行日として撤退（翌日から、真庭市コミュニティバス「まにわくん」が運行）。
  - 10月1日 - 神姫バスから津山広域バスセンター - 勝間田駅前間の運行を移管。
- 2011年
  - 4月1日 - 中鉄美作バスから一般路線3路線（津山広域バスセンター - 野介代線・西田辺線・上横野線）及びごんごバス東循環線の運行を移管。
  - 12月21日 - 津山市コミュニティバス1路線（小循環線）が新設される。
- 2013年
  - 4月1日 -  かがみのコミュニティバス（上斎原 - マルナカ院庄店線）が新設される。※毎週月曜・水曜運行
  - 12月1日 - 津山 - 岡山間の高速乗合バス「岡山エクスプレス津山号」を両備ホールディングス（両備バス）・中国JRバスとの共同運行で運行開始[2]。
- 2017年4月1日 - 津山駅北口広場の整備とバス乗り場設置に伴い、津山広域バスセンター発着の路線を津山駅バス乗り場発着に変更。
- 2018年11月1日 - ごんごバス西循環線が鏡野町内に乗り入れを行う実証実験を開始。
- 2019年10月1日
  - ごんごバス西循環線が正式に鏡野町内に乗り入れを開始。
  - かがみのコミュニティバスが毎日運行・増便となる。
- 2022年4月1日 - 中鉄観光津山と合併。貸切バス事業、旅行業（岡山県知事登録2種418号）を真庭旅行センターにて開始。
- 2023年
  - 4月1日 - ごんごバス東循環線、小循環線、西循環線、久米線の4路線でICカードICOCA・ICOCA定期券を導入[3][4]。
  - 8月1日 - 馬桑線（津山駅 - 馬桑）のうち、小坂 - 馬桑間を廃止。これに伴い、路線名を「馬桑線」から「小坂線」に変更[5]。
  - 10月1日 - 11月19日の土曜・日曜・祝日に限り、「岡山 - 勝山線」4往復のうち2往復が蒜山高原へ延長運行[6]。
- 2024年10月1日 - 津山営業所を東一宮から津山口（旧両備バスカンパニー津山支店・津山タクシー跡）に移転。東一宮車庫線が廃止となり、同日より東一宮循環線の運行を開始[7]。

## 営業所（車庫）の所在地
- 津山営業所
  - 岡山県津山市津山口126-1
- 昭和町車庫
  - 岡山県津山市昭和町2丁目68
- 行方車庫
  - 岡山県勝田郡奈義町関本157-2
- 吉ヶ原車庫
  - 岡山県久米郡美咲町吉ヶ原394-2（柵原ふれあい鉱山公園内）
- 久世営業所・真庭旅行センター
  - 岡山県真庭市樫西3588-3
- 勝山出張所
  - 岡山県真庭市勝山411-6

### 過去に存在した車庫
- 東一宮車庫（旧津山営業所）
  - 岡山県津山市東一宮1234-1
- 馬桑車庫
  - 岡山県勝田郡奈義町馬桑553

## 主なターミナル

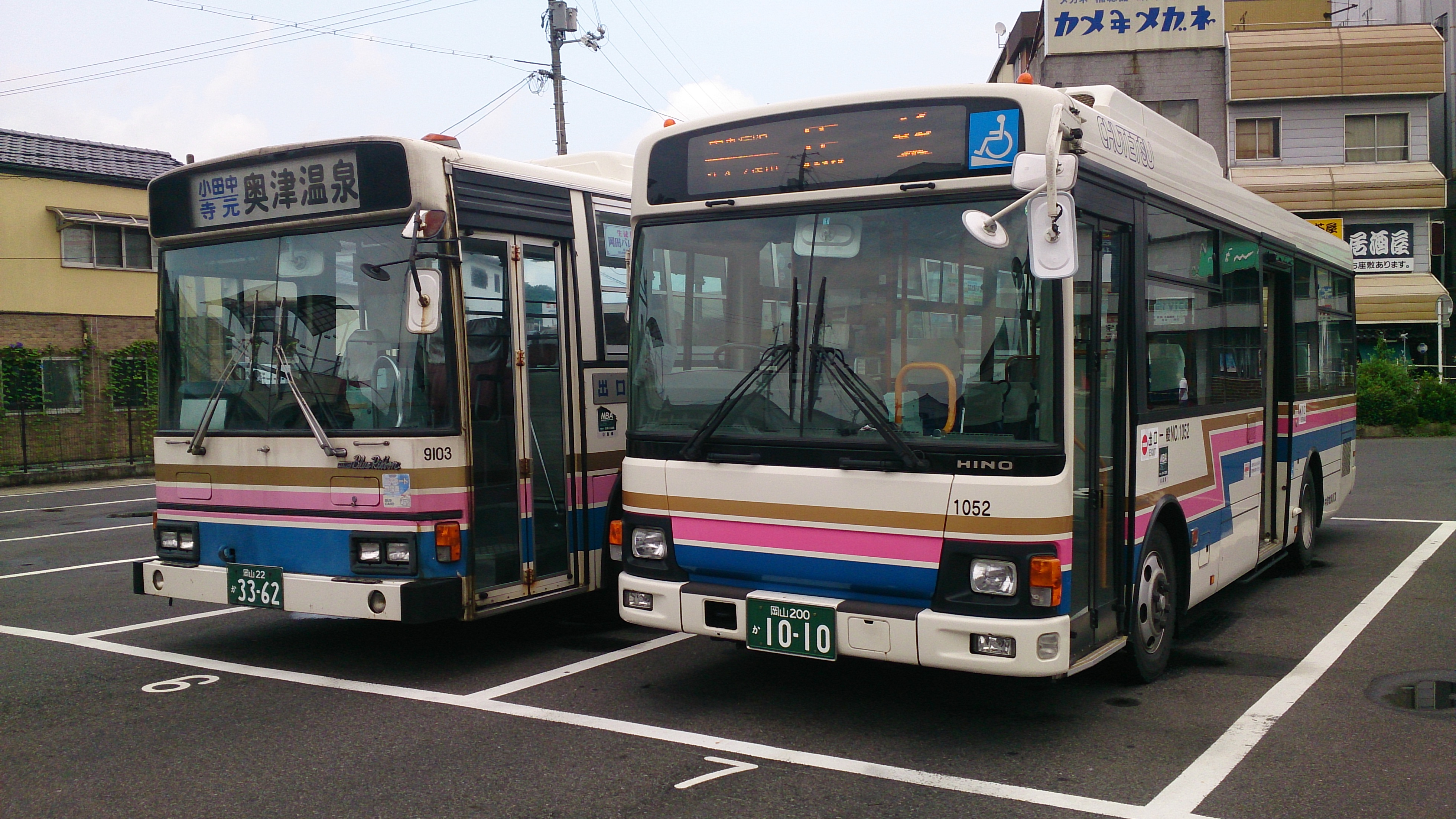
津山駅前バスセンターにて撮影

- 津山駅
- 中国勝山駅
- 岡山駅
- 天満屋バスステーション

## 高速バス

### 現在運行中の路線

#### 岡山 - 勝山線（ロマンチックロード）
- 真庭市役所または勝山で、真庭市コミュニティバス「まにわくん」（蒜山・久世ルート、新庄・久世ルート）に接続。
- 2023年10月1日から11月19日までの土日は蒜山高原まで延長運転された。

### 過去運行されていた路線

#### 湯原温泉・勝山・落合 - 大阪線
- 共同運行：阪急バス
- 2008年12月20日の運行をもって廃止。廃止後、津山北・院庄インター・久米・中国追分の各バス停に、阪急バスと備北バスが共同運行する大阪 - 新見・三次線が停車。

#### 岡山エクスプレス津山号
- 共同運行：両備ホールディングス（両備バス）・中国JRバス
- 2017年12月1日以降、両備バス単独運行。

## 路線バス

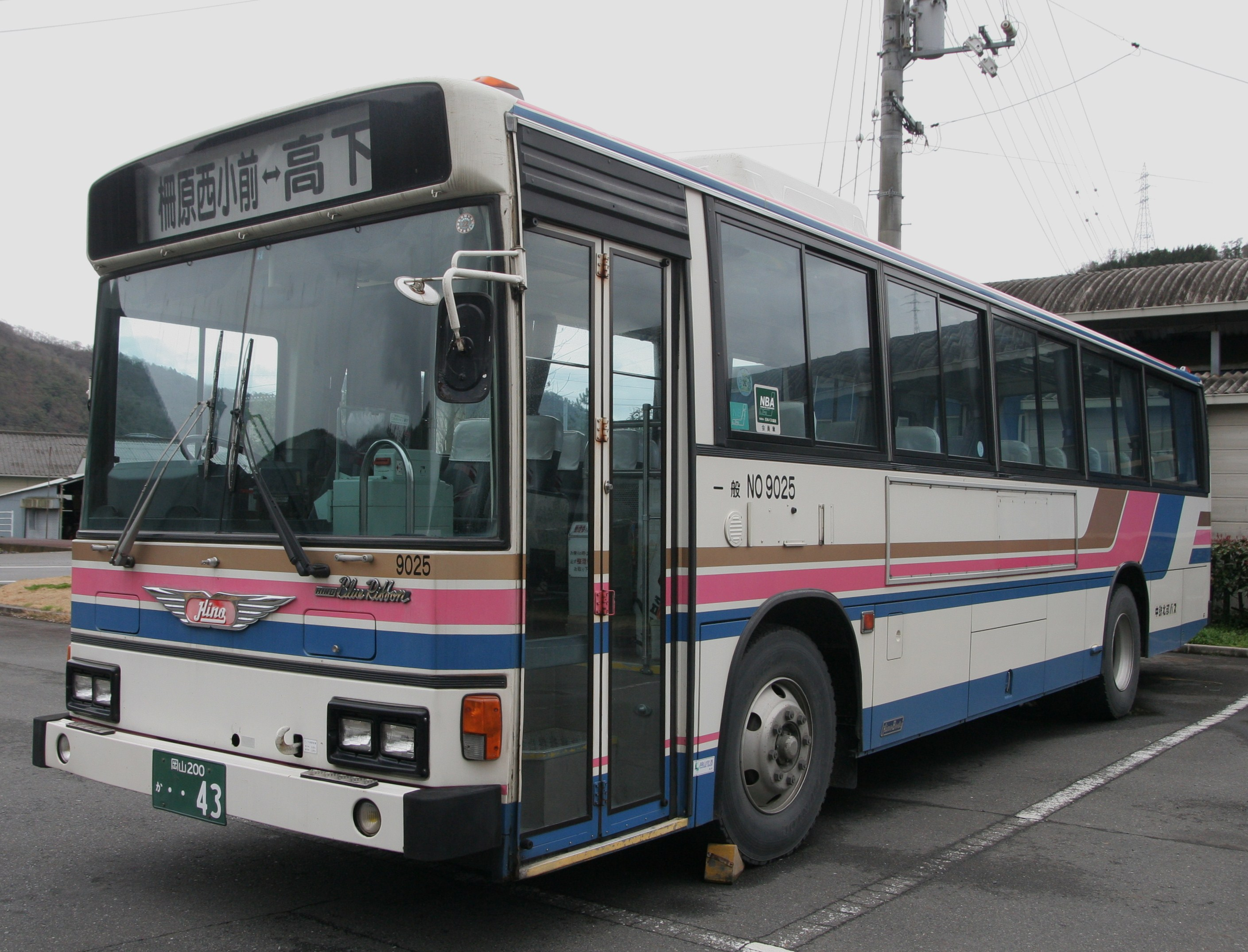
路線バス

### 行方・小坂線
- 津山駅 - 伏見町 - 東津山 - （津山中央病院） - 津山IC - （イオン津山店前） - 押入中 - 高野農協前 - 高野駅前 - 成名（せいめい）小学校前 - 勝北支所前 - 日本原 - 自衛隊前 - 滝本局前 - ナギテラス - 行方（ぎょうほう） - 小坂（おさか）
  - 国道53号に沿う路線で、津山営業所の中では最も運行本数が多い。津山駅 - 行方間は1時間に1本程度運行される幹線である。また、行方 - 小坂間は朝の上り便と夕方の下り便のみの運行であるため、津山方面からその日のうちにバスで小坂まで往復することはできない。
- 津山駅 - 大手町 - 市役所西 - 衆楽園市役所前 - やよい団地 - 志戸部 - 籾保 - 成名小学校前 - 勝北支所前 - 日本原 - 自衛隊前 - 滝本局前 - ナギテラス - 行方 - 小坂
- 津山駅 - 大手町 - 市役所西 - 衆楽園市役所前 - やよい団地 - 志戸部 - マルイ高野店前 - 高野農協前 - 高野駅前 - 成名小学校前 - 勝北支所前 - 日本原 - 自衛隊前 - 滝本局前 - ナギテラス - 行方 - 小坂

### 奥津温泉・石越線
- 津山駅 - 大手町 - （市役所西 - 衆楽園市役所前） - 小田中 - 小田中局前 - 松原中 - グンゼ前 - 院庄駅前 - 芳野公民館前 - （プラント5） - 寺元 - 小座 - 奥津振興センター前 - 落合橋 - 阿曽 - 奥津温泉 - 上斎原 - 石越
  - 奥津振興センター前 - 小山口間、石割桜 - 奥津温泉 - 奥津公民館前間はフリー乗降区間。

### 高下・スポーツセンター線
- スポーツセンター - 沼住居跡入口 - グリーンヒルズ入口 - 上河原 - 小原東 - 美作大学前 - 市役所西 - 大手町 - 津山駅 - 押淵下 - 大戸 - 柵原西小学校前 - 久木橋 - 柵原病院前 - 吉ヶ原 - 飯岡（ゆうか）中 - 王子（おうじ） - 高下（こうげ）
  - 羽仁橋 - 吉ヶ原間はフリー乗降区間。
- 津山駅 - 大手町 - 市役所西 - 美作大学前 - 小原東 - 上河原 - グリーンヒルズ入口 - 沼住居跡入口 - スポーツセンター

### 東一宮循環線
- 津山駅 - 大手町 - 市役所西 - 美作大学前 - 小原東 - 上河原 - グリーンヒルズ入口 - 北の街 -〔鳥居公園口 → 一宮小入口〕- 北の街 -（往路と同じ経路）- 津山駅

### 榎線
- 津山駅 - 大手町 - 小田中 - 小田中局前 - 松原中 - グンゼ前 - 向陽小学校 - 田邑（たのむら）農協前 - 宿口 - 曲松→榎→榎口
  - 土日祝日・津山市立向陽小学校休校日は運休。

### 勝間田駅前線
- 津山駅 - 東津山 - （津山中央病院 - 津山IC - イオン津山店前 - 津山IC） - 河辺  - 大崎 - 黒坂 - 勝間田駅前

### 高田循環線
- 津山駅 - 大手町 - 市役所西 - 美作大学前 - 小原東 - 上河原 - 高田  - 籾保 - 志戸部 - やよい団地 - 衆楽園市役所前 - 市役所西 - 大手町 - 津山駅
  - 弥谷下 - 高田 - 下畝間はフリー乗降区間。

### 野介代線
- 津山駅 - 大手町 - 市役所西 - 衆楽園市役所前 - やよい団地 - 志戸部下 - 野介代団地

### 西田辺・上横野線
- 津山駅 - 大手町 - 総社 - 下小原（中国道津山北BS最寄り） - 一宮局前 - 西山方 - 西田辺
  - 西山方 - 西田辺間はフリー乗降区間。
- 津山駅 - 大手町 - 総社 - 下小原（中国道津山北BS最寄り） - 一宮局前 - 中山神社前 - 東山方 - 横野農協前 - （高田 - 横野農協前 - ）上横野
  - 高田経由は土日祝日・津山市立高田小学校休校日は運休。東山方 - 上横野間はフリー乗降区間。

## コミュニティバス
中鉄北部バスでは、「ごんごバス」の全線を津山市より、「かがみのコミュニティバス」を鏡野町より委託され運行している。

### かがみのコミュニティバス
- 上齋原振興センター - 下斎原 - 奥津温泉 - 小畑 - 奥津振興センター - 久田 - 塚谷口 - 小座 - 寺元 - プラント5【小座経由】
- 上齋原振興センター - 下斎原 - 長藤コミュニティーハウス - 奥津温泉 - ＜踊堂（4月 - 11月）／小畑（12月 - 3月）＞ - 奥津振興センター - 久田 - さくらそう前 - 鏡野病院 - 寺元 - プラント5 - 芳野病院前 - マルナカ院庄店【鏡野病院経由】
  - 2019年10月1日より毎日運行開始。マルナカ院庄店またはプラント５で津山市コミュニティバス「ごんごバス西循環線」に接続。鏡野町からの補助金の交付を受けて運行され、運賃は全区間200円（小学生以下の子供と障がい者は100円）均一。

## 特定輸送バス
- 岡山県立誕生寺支援学校スクールバス

## 車両
親会社中鉄バス同様に、自社導入車は日野自動車製をメインに導入しているが、中古導入により三菱ふそう・いすゞ自動車・日産ディーゼル製も保有する。中鉄バスから転属してきた車両も多い。
一般路線・コミュニティバス
- 日野・ブルーリボンRU
- 日野・レインボーRJ
- 日野・レインボーⅡ
- 日野・ポンチョ
- 日野・リエッセ
- いすゞ・エルガミオ
- いすゞ・ジャーニーK
- 日産ディーゼル・スペースランナーRM

高速バス
- 日野・セレガ
- 日野・セレガR
- 三菱ふそう・エアロエース
- 三菱ふそう・エアロバス
- いすゞ・ガーラ

貸切バス
- 日野・セレガ
- 三菱ふそう・エアロエース
- 三菱・エアロミディMK

### 移籍車の供給元
- 関東バス
- 京王バス東
- 京成バス
- 日本中央バス
- クリスタル観光バス
- 両備バス

#### 過去の移籍車の供給元
- 川崎鶴見臨港バス
- 知多乗合
- 中日臨海バス

### 関連会社
| - 中鉄バス - 中鉄観光 - 中鉄美作バス - 総社バス（中鉄総社バス） | - 岡山ルートサービス - タス・コーポレーション - ヒルゼン観光（ヒルゼンハイツ） - 恩原高原観光開発 |

### 周辺事業者
- 美作共同バス